# 蒙莫尔-吕西
蒙莫尔-吕西（法語：Montmort-Lucy，法語發音：[mɔ̃mɔʁ lysi]）是法国马恩省的一个市镇，属于埃佩尔奈区。该市镇于1973年由原市镇蒙莫尔（Montmort）和吕西（Lucy）合并而成。

## 地理
蒙莫尔-吕西（48°55'29"N, 3°48'31"E）面积29.17 平方千米，位于法国大東部大區马恩省，该省份为法国东北部内陆省份，北起阿登省，西北接埃纳省，西南接塞纳-马恩省，南至奥布省，东南接上马恩省，东临默兹省。
与蒙莫尔-吕西接壤的市镇（或旧市镇、城区）包括：布吕尼-沃当库尔、埃托日、勒拜济勒、科里贝尔、拉科尔、孔日、布里地区卢瓦西、沙尔特赖、莫兰、莫朗日斯、布朗科托。

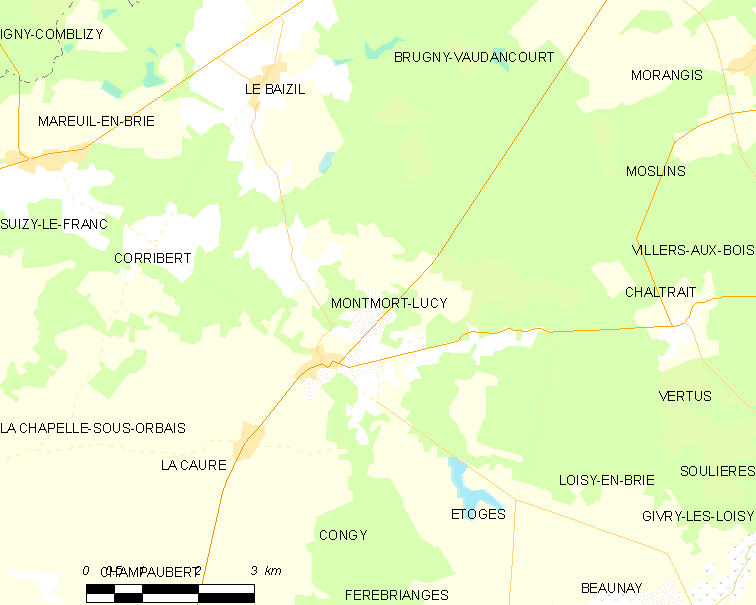
蒙莫尔-吕西的OSM定位图

蒙莫尔-吕西的时区为UTC+01:00、UTC+02:00（夏令时）。

## 行政
蒙莫尔-吕西的邮政编码为51270，INSEE市镇编码为51381。

## 政治
蒙莫尔-吕西所属的省级选区为多尔芒-香槟景县。

## 人口

1962-2008年间蒙莫尔-吕西人口变化图示

蒙莫尔-吕西于2022年1月1日时的人口数量为650人。